# 핸머스프링스
핸머스프링스(Hanmer Springs)는 뉴질랜드 남섬 캔터베리 지방의 도시이다. 후루누이 구에 있는 카이코우라에서 남서쪽으로 60 km 떨어진 곳에 있다. 이 타운은 크라이트처치와 웨스트 코스트 사이에 북쪽 루트를 따라 루이스 고개(Lewis Pass)를 지나 북쪽 9 km 떨어진 7번 국도 상에 위치한다. 2006년을 기준으로 인구 조사에 따르면, 핸머스프링스의 인구는 729명이다.

## 개요

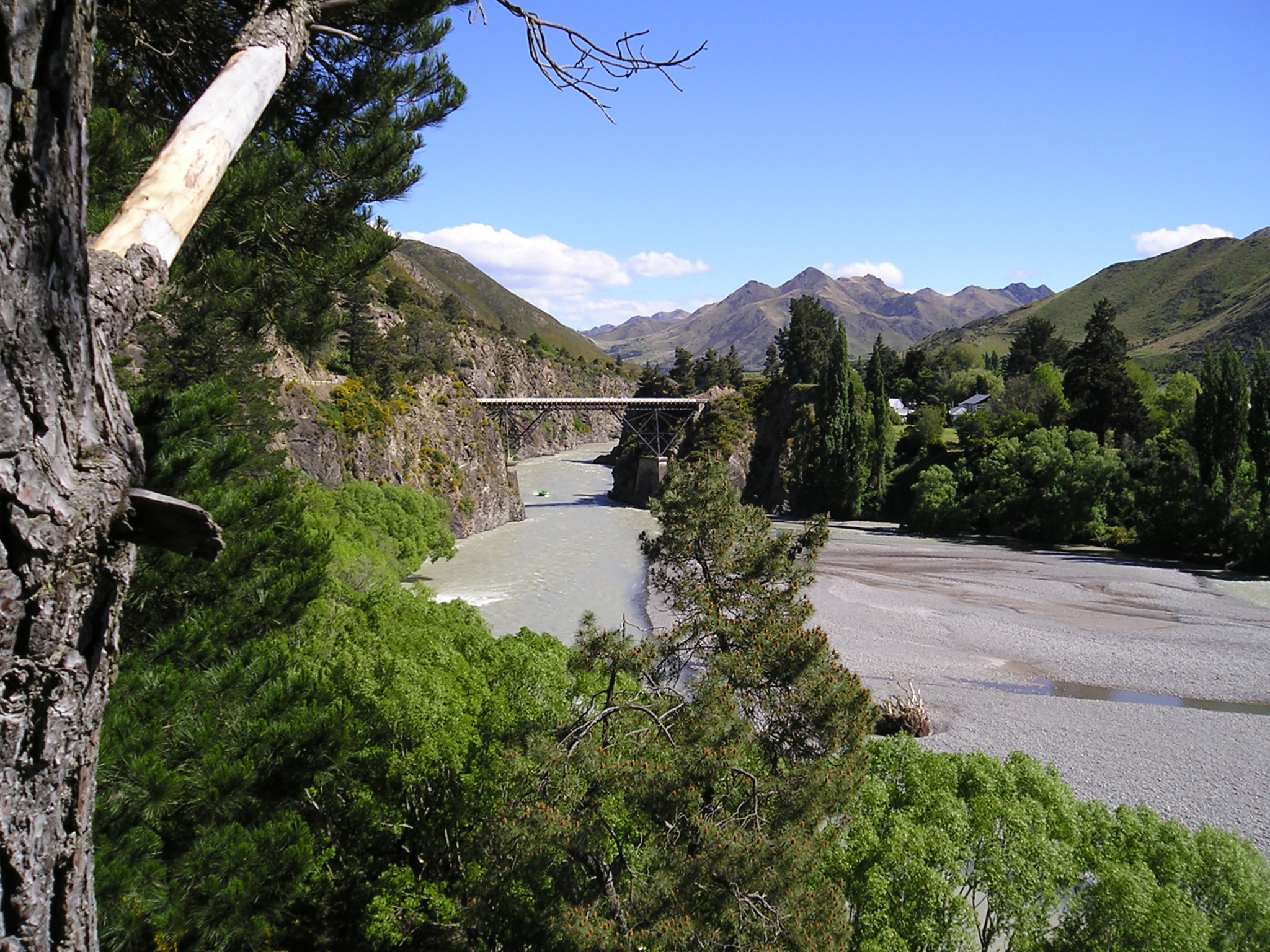
와이아우 강 위에 걸쳐진 와이아우 페리 브릿지

핸머스프링스라는 도시 이름은 19세기 영국에서 이민자들이 토지를 개발하는데 온천(hot spring)을 발견하고 마치 " 망치로 (땅을) 두드리면 온천(hot spring)이 솟아 나온다"처럼 이 토지가 풍부한 온천이 있는 것에서 유래한다. 또한, 현재는 천연 온천이 있는 땅으로 아름다운 자연을 배경으로, 일본과 영국 등에서 방문하는 외국인을 위한 관광 사업을 전개하고 있다.
2006년을 기준으로 인구는 약 730명이며, 현재 이 온천을 살린 관광 사업으로 마을의 활성화를 도모하고, 영국, 일본을 중심으로 관광객이 찾아온다.

## 교통
크라이스트처치 국제공항 (크라이스트처치 시 헤어 우드)에서 145Km 이상 떨어져 있기 때문에, 버스 등의 교통수단을 이용하여 이동할 필요가 있다.

## 같이 보기
- 크라이스트처치